# Негри (опера Сальєрі)
«Негри» (нім. Die Neger) — зингшпиль на 2 дії австрійського композитора Антоніо Сальєрі, написаний на лібрето Георга Фрідріха Трейчке. Прем'єра опери відбулася в Театрі ан-дер-Він у Відні 10 листопада 1804 року. Це остання опера, написана Сальєрі.

## Зноски
1. ↑  Gherardo Casaglia, Première di «Die Neger», AmadeusOnline.net — Almanacco.